# Ariza (kommunhuvudort)
Ariza är en kommunhuvudort i Spanien.   Den ligger i provinsen Provincia de Zaragoza och regionen Aragonien, i den centrala delen av landet, 170 km nordost om huvudstaden Madrid. Ariza ligger 721 meter över havet och antalet invånare är 1 302.
Terrängen runt Ariza är platt söderut, men norrut är den kuperad. Ariza ligger nere i en dal som går i öst-västlig riktning. Runt Ariza är det mycket glesbefolkat, med 2 invånare per kvadratkilometer. Ariza är det största samhället i trakten. Trakten runt Ariza består till största delen av jordbruksmark.